# James Hadley Chase
James Hadley Chase var en pseudonym för den engelske deckarförfattaren Rene Brabazon Raymond (1906–1985). Han skrev även under pseudonymerna James L. Docherty, Ambrose Grant och Raymond Marshall.
Ett stort antal romaner utgavs under Chases namn, huvudsakligen som kioskdeckare. I Sverige utgavs flertalet av dessa av B. Wahlströms Bokindustri, tryckta  i Falun kring 1970, först inom serien Manhattan men i tredje- och fjärdeupplagor i egen Chase-serie. Chase-böckerna präglas av en kortfattad, snabb handling med få miljöbeskrivningar och utan onödiga dialoger. Utöver berättarkonsten har man periodvis diskuterat hans kvinnosyn, exempelvis att hans kvinnliga romanfigurer, såväl tonårsflickor som medelålders hustrur, i så hög grad är klädda i mycket åtsmitande plagg, alltifrån vardaglig byxdräkt till festklänning - det är granskat av exempelvis Marie-Louise Söderqvist i artikeln "Gröna klänningar och tuktlös nakenhet i farmor & farfars deckare" i DAST Magazine 29 augusti 2024.
Handlingen i de flesta böcker utspelar sig i fiktiva amerikanska städer, som exempelvis Paradise City som ligger ungefär fem mil söder om Miami, enligt boken Consider Yourself Dead. Staden och dess poliskår med polischef Terrell och den övernitiske detektiv Lepski förekommer i bland annat The Soft Centre (Timmen är slagen) (1964), The Way the Cookie Crumbles (Ett mord för mycket) (1965), Well Now, My Pretty (Farligt dubbelspel) (1967) och There's a Hippie on the Highway (Dra i fördärvet) (1970).